# امیرآباد (مرند)
امیرآباد یکی از روستاهای استان آذربایجان شرقی است که در دهستان یکانات بخش یامچی شهرستان مرند واقع شده‌است.

## موقعیت جغرافیایی امیرآباد
روستای امیرآباد از شمال شرقی به قوچعلی کندی، از جنوب غربی به جادة خوی، و از جنوب شرقی به شامقلی علیا محدود می‌شود.
زمینهای کشاورزی این روستا در شامقلی قرار دارند.

## وجه تسمیه روستا
این روستا از روستاهای تازه تأسیس بخش یامچی است و قدمت آن به دهه ۴۰ بر می‌گردد.
علت تأسیس این روستا فیصله دادن به اختلاف طایفه ای بوده‌است. در سال ۱۳۴۵ دو طایفه روستای شامقلی سفلی دعوا می‌کنند. برای جلوگیری از ادامه منازعات فردی به نام علیزاده مجبور به مهاجرت از روستا شده و در ۶ کیلومتری روستا و در شمال غربی شامقلی سنگ بنای روستای جدید به نام امیرآباد را می‌گذارد.
این روستا دارای امکانات برق و تلفن و یک مدرسه ابتدایی بوده و مردم آن دامدار هستند. مهمترین مشکل این روستا آب شرب آن است.
یکی از چشم‌اندازهای توسعه این روستا طرح ایجاد فرودگاه منطقه آزاد ارس در دشت امیرآباد است که هنوز به مرحله اجرا نرسیده‌است.